# Parque ecológico Candelaria
El parque ecológico Candelaria (o El Puma) se encuentra en cercanías de la localidad de Candelaria, en el departamento homónimo, en el sur de la provincia del Misiones, en la mesopotamia de Argentina.

Los objetivos de su creación fueron la conservación de la fauna, el desarrollo de acciones educativas y el turismo recreativo.

## Características generales
El área protegida fue creada el 17 de octubre de 2002 mediante la sanción de la ley provincial n.º 3890, sobre una superficie de 25 ha 98 a 87 ca dentro del municipio de Candelaria con el nombre de «parque ecológico Candelaria».

ARTÍCULO 1.- Declárase Área Natural Protegida, con la categoría de Reserva de Uso Múltiple, conforme lo establece la Ley XVI – Nº 29 (Antes Ley 2932), con la denominación “Parque Ecológico Candelaria”, el inmueble individualizado como: lote 4-E (deducido), subdivisión del lote 4, proveniente del lote 16, fracción a y b, remanente del lote 4-C (deducido), Colonia Candelaria, municipio y departamento Candelaria, provincia de Misiones, con una superficie de 25 hectáreas, 98 áreas, 87 centiáreas; cuya Nomenclatura Catastral es: Dpto. 3 – Mun. 14 – Secc. 1 – Chac. 0000 - Manz. 0000 – Parc. 287-B, según Plano de Mensura Nro 31.271.

Está ubicado en aproximadamente en la posición 27°27′S 55°47′O / -27.450, -55.783.

El parque fue categorizado como reserva de usos múltiples y está destinado al trabajo con la fauna silvestre amenazada, en peligro o sobre la que exista algún grado de preocupación. Su ubicación dentro de la localidad de Candelaria y a unos 25 km de la capital provincial es un factor positivo para el logro de algunos de sus objetivos, específicamente la educación ambiental y el turismo recreativo.

## Fauna
El parque preserva ejemplares de ciervo de los pantanos (Blastocerus dichotomus), guazú virá (Mazama gouazoubira), pecarí labiado (Tayassu pecari), pecarí de collar (Pecari tajacu), chuña patas rojas (Cariama cristata), yabirú Jabiru mycteria, mono carayá (Alouatta), mono caí (Sapajus apella), tucán pico verde (Ramphastos dicolorus], tucán grande (Ramphastos toco), varias especies de guacamayos (Ara), urraca común (Cyanocorax chrysops), coatí (Nasua), gato tirica Leopardus tigrinus, gato onza (Leopardus pardalis), yacaré ñato (Caiman yacare), corzuela enana (Mazama nana) y yaguareté (Panthera onca), entre otros.
En el sector dedicado a las especies forestales nativas se han observado varias especies de mariposas, entre ellas la malaquita (Siproeta stelenes), la ochenta y ocho	(Diaethria clymena), la pororó mancha ocre (Hamadryas fornax), la terciopelo manchado (Catonephele numilia), la antorcha rayada (Dryadula phaetusa) y la mancha rubí (Papilio anchisiades).